# Хилшајд (Бернкастел-Витлих)
Хилшајд (њем. Hilscheid) општина је у њемачкој савезној држави Рајна-Палатинат. Једно је од 107 општинских средишта округа Бернкастел-Витлих. Према процјени из 2010. у општини је живјело 270 становника. Посједује регионалну шифру (AGS) 7231054.

## Географски и демографски подаци
Хилшајд се налази у савезној држави Рајна-Палатинат у округу Бернкастел-Витлих. Општина се налази на надморској висини од 460 метара. Површина општине износи 18,1 km². У самом мјесту је, према процјени из 2010. године, живјело 270 становника. Просјечна густина становништва износи 15 становника/km².